# Рогош, Юзеф Атанасий
Юзеф Атанасий Рогош (пол. Józef Atanazy Rogosz; 1844—1896) — польский писатель

-беллетрист, поэт, публицист и издатель.

## Биография
Юзеф Рогош родился в 1844 году в Балигруде в Галиции в дворянской семье. Принимал участие в январском восстании, служил в отряде Мариана Лангевича, а после подавления восстания эмигрировал за границу, где жил в основном в Италии и Франции. На родину он смог вернуться только в 1867 году и поселился в городе Львове.
Некоторое время Юзеф Атанасий Рогош был корреспондентом издания «Gazety Narodowej» («Народная газета»), а с 1869 года редактировал ежедневник «Дзенник Польский» вместе с Яном Лямом и Генриком Реваковичем. 
Часть его стихотворений была издана отдельно: «Olga» (1861) и «Z pola i z obozu» (1869). Из его публицистических трактатов выдаются «Choroby Galicji» (1876—78) и сборник сатирических очерков «Niby źarty, niby prawdy» (1869). Первые повести его («Wojewodzik», «Tak być musialo»), прошли почти незамеченными; гораздо больше понравились публике три последующие: «Pokuta», «Złamane serca» и особенно «Marzyciele» (Львов, 1880), где канвой рассказа служат события галицкой общественной жизни в период с 1833 по 1846 год. 
В конце XIX века Константин Иерофеевич Храневич написал на страницах «ЭСБЕ», что «Художественным талантом Р. не обладает», что, вероятно, связано с участием Рогоша в событиях 1863—1864 гг. в Польше, однако и он был вынужден признать успех тех произведений автора, «которые являются беллетристической обработкой публицистических тем» (например, изданные в 1884 году «Zdrajca» и «Motory źycia»). Среди других заметных произведений Рогоша Храневич отметил: «Na falach losu», «Dzisiejszi bohaterowie», «Na dziejowym przelomie» (историческая повесть из эпохи XV века), «Przez boleść i milość», «Stryj», «Atanazy», «Zervane struny», «Czarny Prokop», «W piekle galicyjskim». 
В 1874 году он основал «Tydzień Literacki, Artystyczny, Naukowy i Społeczny» («Литературную, художественную, научную и социальную неделю»), а также стал владельцем собственного книжного магазина. В 1883 году он переехал в имение своей жены в Новом Сиоле близ Стрыя, а позже в Зборувку под Краковом. В 1893 году он основал журнал «Głos Narodu» в Кракове. Первоначально он был связан с либерально-демократическим лагерем, но затем его взгляды перешли на национализм и антисемитизм. Свои статьи в периодических печатных изданиях Юзеф Атанасий Рогош подписывал псевдонимом «Ajo».
На русский язык при жизни автора был переведен его роман «Отступник» (СПб., 1885). После первого сборника стихотворений, изданного в 1863 году, Ю. А. Рогош писал главным образом повести и рассказы. Кроме того, его перу принадлежат: экономическое исследование «Choroby Galicji» (1876—1878) и книга о художниках А. Гроттгере и Я. Матейке (1875).
Юзеф Атанасий Рогош умер 24 июля 1896 года в курортном городке Марианске-Лазне (бывший Мариенбад) и был погребён на Раковицком кладбище.